# Samir Mehnaoui
Samir Mehnaoui (in arabo سمير محناوي‎?; Hussein Dey, 21 agosto 1964) è un ex cestista algerino.

## Carriera
Con l'Algeria ha disputato i Campionati mondiali del 2002 e cinque edizioni dei Campionati africani (1989, 1992, 1993, 1995, 2001).